# 親家和仁
親家 和仁（しんか かずひと、1969年12月15日- ）は、日本の警察官僚。警視庁刑事部長。

## 来歴
兵庫県出身。東京大学法学部を卒業後、1994年 (平成6年)、警察庁に入庁。
刑事畑が長く、入庁後、岡山県警察本部刑事部捜査第二課長、京都府警察本部警備部公安課長、内閣府男女共同参画局推進課課長補佐、警察庁長官官房企画官兼刑事局刑事企画課理事官、愛知県警察本部刑事部長、警察庁刑事局捜査第一課長などを歴任。
2020年8月24日、和歌山県警察本部長に就任し、田辺市の資産家殺害事件の捜査指揮などを行った。
2021年11月26日、警察庁刑事局刑事企画課長に就任。
2022年10月21日、警察庁長官官房審議官(刑事局・犯罪収益対策担当)兼生活安全局付に就任。
2024年8月27日、警視庁刑事部長に就任。

## 略歴
- 1994年4月-   警察庁入庁[1]
- 1997年8月-    岡山県警察本部刑事部捜査第二課長[14]
- 1999年3月-    京都府警察本部警備部公安課長[15]
- 2000年1月-    警察庁長官官房人事課付[16]
- 2001年1月-    内閣府男女共同参画局推進課課長補佐[6]
- 2003年5月-    警察庁刑事局刑事企画課課長補佐[6]
- 2005年4月-    愛知県警察本部刑事部捜査第二課長[17]
- 2006年8月-    警察庁刑事局刑事企画課課長補佐兼法務省刑事局付[6][18]
- 2008年7月-    警察庁交通局交通指導課理事官[6]
- 2009年7月-    警察庁刑事局捜査第一課理事官[19]
- 2010年9月-    警視庁総務部広報課長[19]
- 2011年8月-    警察庁長官官房企画官兼刑事局刑事企画課理事官[20]
- 2013年2月-    愛知県警察本部刑事部長[21]
- 2015年3月-    警察庁刑事局捜査第一課検視指導室長兼組織犯罪対策部組織犯罪対策企画課犯罪組織情報官兼暴力団対策課付兼捜査支援分析管理官付兼内閣府死因究明等施策推進室企画官[6][22]
- 2016年9月-    警察庁警備局付(内閣官房内閣参事官(内閣情報調査室))[6][23]
- 2019年1月-    警察庁刑事局捜査第一課長[24][25]
- 2020年8月-    和歌山県警察本部長[7][8][9]
- 2021年11月-  警察庁刑事局刑事企画課長[10][11]
- 2022年10月-  警察庁長官官房審議官(刑事局・犯罪収益対策担当)兼生活安全局付[12][13]
- 2024年8月-    警視庁刑事部長[2][3][4][5]